# Miguel Leão
Miguel Leão este un oraș în Piauí (PI), Brazilia.